# Martin R. Zirnbauer
Martin R. Zirnbauer (* 25. April 1958 in Moosburg) ist ein deutscher Physiker  und Hochschullehrer. Er ist Professor für Theoretische Physik an der Universität zu Köln und beschäftigt sich hauptsächlich mit Kernphysik und Festkörperphysik.

## Leben
Zirnbauer besuchte das Gymnasium in Bad Tölz. Er war Stipendiat der Studienstiftung des Deutschen Volkes und der Bayerischen Begabtenförderung und studierte ab 1976 an der Technischen Hochschule München mit dem Vordiplomabschluss 1978 und an der Oxford University (Balliol College), wo er 1980 seinen Masterabschluss in theoretischer Physik erwarb und 1982 bei dem Kernphysiker David M. Brink promoviert wurde (Microscopic approach to the interacting boson model). Ab 1982 war er am Max-Planck-Institut für Kernphysik in Heidelberg bei Hans-Arwed Weidenmüller und 1984 bis 1987 am Caltech. Seit 1987 war er Professor an der Universität Köln, ab 1996 mit voller Professur.

## Werk
Er befasste sich insbesondere mit Kernphysik und Festkörperphysik, die vielfach im Bereich mesoskopischer Systeme liegen im Grenzbereich von klassischem und quantenmechanischen Verhalten. 2003 bis 2006 war er Gründungssprecher des Transregio-Sonderforschungsbereichs Symmetries and Universality in Mesoscopic Systems. Insbesondere untersucht er die Wechselwirkung von chaotischem (klassischen) Verhalten und Quantenmechanik. Unter anderem wird dort die Methode der Zufallsmatrizen verwendet, und Zirnbauer führte neue supersymmetrische Methoden in deren Theorie ein. Unter anderem führte er 1996 Riemannsche Symmetrische Superräume in die Theorie ungeordneter Systeme ein (also supersymmetrische Verallgemeinerungen Riemannscher Symmetrischer Räume) und untersuchte nichtlineare Sigma-Modelle auf diesen. Sie stehen in Zusammenhang mit den Zufallsmatrizen, mit denen ungeordnete Festkörper (Metalle, Supraleiter) beschrieben werden können. Hier sind unter anderem Altland-Zirnbauer-Symmetrieklassen nach ihm und Alexander Altland benannt. Er untersucht mit Margherita Disertori und Thomas C. Spencer nichtlineare Sigmamodelle für ungeordnete Elektronensysteme in drei Dimensionen mit dem Ziel, die Existenz eines metallischen Zustands zu beweisen. Mit P. Heinzner und A. Huckleberry klassifizierte er die Zufallsmatrizen ungeordneter Fermionen-Systeme nach Symmetrieklassen. 2011 zeigte er, wie Symmetrien der Multifraktalitäts-Exponenten der Wellenfunktionen bei der Anderson-Lokalisierung aus Symmetrieüberlegungen zu den zugrundeliegenden nichtlinearen Sigmamodellen folgen.
Er verfolgt mit seiner Gruppe in Köln auch weitere mathematische Methoden zur Beschreibung ungeordneter mesoskopischer Systeme, wie die Supersymmetrie-Methode von Konstantin Efetov und ihr Zusammenhang mit der Free Probability Theory von Dan Voiculescu. oder hyperbolische Hubbard-Stratonovich Transformation in Wegintegralen oder Superbosonisierung.
Er geht auch Anwendungen in der Zahlentheorie nach (Nullstellenverteilung der Riemannschen Zetafunktion) zum Teil mit J. Brian Conrey (L-Function-Ratio-Conjecture).
Am Caltech befasste er sich mit Petr Vogel an Kernstruktur-Rechnungen im Umfeld von Experimenten zum Doppelten Betazerfall.
Mit Weidenmüller und anderen wandte er in den 1980er Jahren die Theorie der Zufallsmatrizen und Supersymmetrie auf ungeordnete Systeme in der Kernphysik an.

## Auszeichnungen, Mitgliedschaften und Ehrungen
Für 2009 erhielt er für seine weiteren Forschungen den renommierten Leibnizpreis der DFG, der ihm für die nächsten sieben Jahre 2,5 Millionen € zur Verfügung stellt. Für 2012 wurde ihm die Max-Planck-Medaille zugesprochen.
Er ist Fellow des St. John’s College in Cambridge, und seit 2007 ist er Mitglied der Leopoldina.
Seit 2004 ist er Mitherausgeber von Nuclear Physics B. Seit 2004 ist er im Wissenschaftlichen Beirat des Max-Planck-Institut für Mathematik in Bonn und er ist seit 2010 im wissenschaftlichen Beirat des Mathematischen Forschungsinstituts Oberwolfach.

## Schriften
Soweit nicht in den Fußnoten erwähnt:
- Of symmetries, symmetry classes, and symmetric spaces, Physik Journal, 2012, Nr. 9, Online